# 1988 في النرويج
فيما يلي قوائم الأحداث التي وقعت خلال عام 1988 في النرويج.

## سياسة

### تعيين في المنصب
- 1 يناير – أريلد لوند عمدة لارفيك ‏.
- 1 يناير – أويفيند رود county mayor of Akershus ‏.
- 1 يناير – فين كريستنسن وزير التجارة والصناعة ‏.
- 1 يناير – لودفيغ هوب فاي county mayor of Vest-Agder ‏.
- 1 يناير – مورتن لوند Mayor of Bjugn ‏.

### انتهاء فترة المنصب
- 1 يناير – فين كريستنسن Minister of industry  [لغات أخرى]‏.
- 15 يناير – بيورن هاوغ موفق مصالح النرويج [الإنجليزية]‏.

## رياضة
- 1 يناير – الدوري النرويجي الممتاز 1988 الفائز نادي روسنبورغ.
- 1 يناير – دوري كرة القدم النرويجي الدرجة الأولى 1988 الفائز نادي فيكينغ.
- 1 يناير – كأس النرويج 1988 الفائز نادي روسنبورغ.

## مواليد

### يناير
- 1 يناير – كريستينا باور لاعبة كرة طائرة فرنسية.
- 1 يناير – لاس ستاي لاعب كرة قدم نرويجي.
- 5 يناير – الكسندرا إنجين دراجة سويدية.
- 9 يناير – بنجامين داهل هاغن لاعب كرة قدم نرويجي.
- 14 يناير – إيفند برينيلدسين سائق رالي نرويجي.

### فبراير
- 7 فبراير – ماغنوس يوندال لاعب كرة يد نرويجي.
- 11 فبراير – لارس هيلج بيركلاند لاعب بياثلون نرويجي.
- 16 فبراير – فيغارد فورين لاعب كرة قدم نرويجي.
- 20 فبراير – روبن كريستيانسن لاعب كرة قدم نرويجي.

### مارس
- 8 مارس – فرنسيس هورن بيركلاند لاعبة بياثلون نرويجية.
- 12 مارس – تيرنس أوجليسبي لاعب كرة سلة نرويجي.
- 15 مارس – نيكولاس ويلكينسون سياسي نرويجي.
- 25 مارس – ألكسندر أوردال متزحلق حر نرويجي.

### أبريل
- 3 أبريل – إيدا إيدي متزلجة ريفية نرويجية.
- 3 أبريل – جوناس ألاسكا مغني نرويجي.
- 7 أبريل – كريستوفر برون مُجدّف نرويجي.
- 12 أبريل – تومي شميد
- 17 أبريل – بيرنيل ويب لاعبة كرة يد نرويجية.

### مايو
- 26 مايو – كاتو هانسن لاعب كرة قدم نرويجي.

### يونيو
- 1 يونيو – سيمون لارسن لاعب كرة قدم نرويجي.
- 26 يونيو – غلين روبرتس لاعب كرة قدم نرويجي.

### يوليو
- 6 يوليو – إدفار سكاجيستاد لاعب كرة قدم نرويجي.

### أغسطس
- 1 أغسطس – مصطفى عبدلاوي لاعب كرة قدم نرويجي.

### سبتمبر
- 6 سبتمبر – سيمين مولر لاعب كرة قدم نرويجي.
- 28 سبتمبر – ماغنوس دال لاعب كرة يد نرويجي.

### أكتوبر
- 21 أكتوبر – جوناثان بار لاعب كرة قدم نرويجي.

### نوفمبر
- 3 نوفمبر – أندريه ليندبوي لاعب كرة يد نرويجي.

## وفيات

### يناير
- 1 يناير – بير براتلاند (مواليد 1907) رئيس تحرير صحيفة نرويجي.
- 24 يناير – ترجف ناغل (مواليد 1895) رياضياتي نرويجي.

### مارس
- 12 مارس – مارغوت مو (مواليد 1899) متزلجة فنية نرويجية.
- 24 مارس – أنديرس إيفنسن (مواليد 1915) متسابق يخت نرويجي.

### أبريل
- 14 أبريل – أريلد أموندسين (مواليد 1910) متسابق يخت نرويجي.

### مايو
- 20 مايو – بيورن غولبراندسن (مواليد 1927) لاعب هوكي جليد نرويجي.

### يونيو
- 26 يونيو – غونار أندرسن (مواليد 1909) طائر تزلج نرويجي.
- 28 يونيو – فريدغوف بولسين (مواليد 1895) متزلج سريع نرويجي.

### يوليو
- 19 يوليو – فيلهلم أوبيرت (مواليد 1922) عالم اجتماع نرويجي.

### أغسطس
- 2 أغسطس – غوستاف كريستيانسن (مواليد 1904)
- 9 أغسطس – جيرد غريغ (مواليد 1895) ممثلة نرويجية.
- 13 أغسطس – آرنه بيرغ (مواليد 1908) قس نرويجي.

### أكتوبر
- 7 أكتوبر – كارل بيدرسن (مواليد 1902) مصارع هاوي نرويجي.

### نوفمبر
- 6 نوفمبر – جون كريستيان كاستبيرج (مواليد 1911)